# William Skurla
William Skurla, né le 1er juin 1956 à Duluth (Minnesota, États-Unis), est un prélat catholique américain de l'Église grecque-catholique ruthène, éparque de Van Nuys de 2002 à 2007, puis éparque de Passaic de 2007 à 2012 et, enfin, métropolite de Pittsburgh des Byzantins depuis 2012.

## Biographie

### Formation et prêtrise
Il suit d'abord ses études primaires et secondaires aux écoles publique et catholique de Duluth. Il fréquente ensuite l'Académie de Deerfield, puis étudie à l'Université Columbia, à New York, où il obtient son diplôme en philosophie en 1981. Puis il étudie au Séminaire Marie-Immaculée de Northampton, en Pennsylvanie, dont il sort en 1987 avec une maîtrise en théologie,.
Il entre dans l'Ordre franciscain et s'y voit ordonné diacre en 1986 puis prêtre le 23 mai 1987, par Mgr Michael Dudick, en l'église Sainte-Marie-des-byzantins de Freeland. Il devient alors directeur du monastère franciscain de rite byzantin de Saybertsvill, en Pennsylvanie. Cependant, le 1er novembre 1993, il est libéré de ses vœux monastiques et est nommé curé de l'église Sainte-Mélanie de Tucson, en Arizona, jusqu'en 2002. 

### Épiscopat
Le 19 février 2002, le pape Jean-Paul II le nomme évêque de Van Nuys. Il est alors consacré le 23 avril suivant par Mgr Andrew Pataki, assisté de Mgrs Basil Schott et George Kuzma.
Le 6 décembre 2007, le pape Benoît XVI le nomme évêque de Passayka. Il est alors intronisé le 29 janvier 2008.
Le 19 janvier 2012, le Pape le nomme métropolite de l'Église catholique-byzantine d'Amérique et archevêque de l'archéparchie catholique-byzantine de Pittsburgh. Il est intronisé le 18 avril suivant. L'archéparchie de Pittsburgh comprend alors 58 492 personnes, soit tous les byzantins catholiques de rite ruthène de Pennsylvanie occidentale, de plusieurs comtés de l'Ohio et des États suivants : Alabama, Arkansas, Kentucky, Louisiane, Mississippi, Oklahoma, Tennessee, Texas et Virginie-Occidentale.
Le 19 février 2014, le pape François le nomme membre de la Congrégation pour les Églises orientales,. Le 9 septembre 2014, le Pape le nomme également père synodal pour la troisième assemblée générale du synode sur la famille qui se déroule du 5 au 19 octobre.